# Campeonato Mundial de Natação em Piscina Curta de 2021 - 200 m medley masculino
A prova dos 200 metros nado medley masculino do Campeonato Mundial de Natação em Piscina Curta de 2021 foi disputado no dia 16 de dezembro de 2021, na Etihad Arena, em Abu Dhabi, nos Emirados Árabes Unidos.

## Recordes
Antes desta competição, os recordes mundiais e do campeonato nesta prova eram os seguintes:
|                       | Nome        | Nacionalidade  | Tempo   | Local    | Data                   |
| --------------------- | ----------- | -------------- | ------- | -------- | ---------------------- |
| Recorde mundial       | Ryan Lochte | Estados Unidos | 1:49.63 | Istambul | 14 de dezembro de 2012 |
| Recorde do campeonato | Ryan Lochte | Estados Unidos | 1:49.63 | Istambul | 14 de dezembro de 2012 |

## Medalhistas
| Ouro             | Prata               | Bronze                 |
| Daiya Seto (JPN) | Carson Foster (USA) | Alberto Razzetti (ITA) |

## Resultados

### Eliminatórias
As eliminatórias ocorreram dia 16 de dezembro com um total de 36 nadadores.
| Colocação | Bateria | Raia | Nadador                | Nacionalidade                   | Tempo   | Notas            |
| --------- | ------- | ---- | ---------------------- | ------------------------------- | ------- | ---------------- |
| 1         | 4       | 4    | Daiya Seto             | Japão                           | 1:52.38 | Q                |
| 2         | 3       | 1    | Carson Foster          | Estados Unidos                  | 1:52.59 | Q                |
| 3         | 3       | 5    | Alberto Razzetti       | Itália                          | 1:53.19 | Q                |
| 4         | 3       | 4    | Andreas Vazaios        | Grécia                          | 1:53.38 | Q                |
| 5         | 2       | 4    | Duncan Scott           | Reino Unido                     | 1:53.74 | Q                |
| 6         | 2       | 6    | Wang Shun              | China                           | 1:53.95 | Q                |
| 7         | 3       | 3    | Yakov Toumarkin        | Israel                          | 1:53.97 | Q                |
| 8         | 2       | 7    | Kieran Smith           | Estados Unidos                  | 1:54.01 | Q                |
| 9         | 2       | 5    | Finlay Knox            | Canadá                          | 1:54.22 |                  |
| 10        | 4       | 3    | Caio Pumputis          | Brasil                          | 1:54.57 |                  |
| 11        | 2       | 3    | Leonardo Coelho Santos | Brasil                          | 1:54.63 |                  |
| 12        | 3       | 6    | Max Litchfield         | Reino Unido                     | 1:54.81 |                  |
| 13        | 4       | 6    | Daniil Pasynkov        | Federação Russa de Natação      | 1:55.02 |                  |
| 14        | 4       | 2    | Mohamed Samy           | Egito                           | 1:55.74 | Recorde nacional |
| 15        | 4       | 7    | Berke Saka             | Turquia                         | 1:55.87 |                  |
| 16        | 3       | 0    | Mewen Tomac            | França                          | 1:55.93 |                  |
| 17        | 2       | 0    | Kaloyan Bratanov       | Bulgária                        | 1:56.28 | Recorde nacional |
| 18        | 2       | 2    | Louis Croenen          | Bélgica                         | 1:56.64 |                  |
| 19        | 3       | 2    | Hugo González          | Espanha                         | 1:57.00 |                  |
| 20        | 4       | 8    | Gábor Zombori          | Hungria                         | 1:57.07 |                  |
| 21        | 1       | 4    | Jack McMillan          | Irlanda                         | 1:57.13 |                  |
| 22        | 3       | 8    | Vadym Naumenko         | Ucrânia                         | 1:57.61 |                  |
| 23        | 1       | 5    | Mark Munzer Kabbara    | Líbano                          | 1:57.64 | Recorde nacional |
| 24        | 2       | 1    | Héctor Ruvalcaba       | México                          | 1:58.17 |                  |
| 25        | 4       | 9    | Miguel Cancel          | Porto Rico                      | 1:58.86 | Recorde nacional |
| 26        | 4       | 1    | Qin Haiyang            | China                           | 1:59.04 |                  |
| 27        | 2       | 9    | Trần Hưng Nguyên       | Vietname                        | 1:59.82 |                  |
| 28        | 2       | 8    | Ronens Kermans         | Letônia                         | 2:02.35 |                  |
| 29        | 3       | 9    | Keanan Dols            | Jamaica                         | 2:04.50 |                  |
| 30        | 1       | 6    | Tasi Limtiaco          | Estados Federados da Micronésia | 2:05.06 |                  |
| 31        | 1       | 3    | Thomas Wareing         | Malta                           | 2:05.12 |                  |
| 32        | 1       | 0    | Abdulrahman Al-Kulaibi | Omã                             | 2:09.84 |                  |
| 33        | 1       | 2    | José Manuel Campo      | El Salvador                     | 2:10.12 |                  |
| 34        | 1       | 7    | Ahmed Al-Mutairy       | Iraque                          | 2:11.05 |                  |
| 35        | 1       | 1    | Nasir Yahya Hussain    | Nepal                           | 2:11.85 |                  |
| 36        | 1       | 8    | Kinley Lhendup         | Butão                           | 2:24.08 |                  |
| 37        | 3       | 7    | Maximillian Ang        | Singapura                       | DNS     |                  |
| 37        | 4       | 0    | Noè Ponti              | Suíça                           | DNS     |                  |
| 37        | 4       | 5    | Tomoe Hvas             | Noruega                         | DNS     |                  |

### Final
A final foi realizada em 16 de dezembro.
| Colocação         | Raia | Nadador          | Nacionalidade  | Tempo   | Notas            |
| ----------------- | ---- | ---------------- | -------------- | ------- | ---------------- |
| Medalha de ouro   | 4    | Daiya Seto       | Japão          | 1:51.15 |                  |
| Medalha de prata  | 5    | Carson Foster    | Estados Unidos | 1:51.35 |                  |
| Medalha de bronze | 3    | Alberto Razzetti | Itália         | 1:51.54 | Recorde nacional |
| 4                 | 6    | Andreas Vazaios  | Grécia         | 1:51.94 |                  |
| 5                 | 7    | Wang Shun        | China          | 1:53.41 |                  |
| 6                 | 8    | Kieran Smith     | Estados Unidos | 1:53.76 |                  |
| 7                 | 2    | Duncan Scott     | Reino Unido    | 1:54.08 |                  |
| 8                 | 1    | Yakov Toumarkin  | Israel         | 1:54.61 |                  |

Legenda
| Recorde mundial       | Recorde mundial (World record)               |                       | Recorde africano                      | Recorde africano (African) |                                           | Q | Classificado por posição (Qualified) |
| Recorde do campeonato | Recorde do campeonato (Championship record)  | Recorde da América    | Recorde da América (Americas)         | q                          | Classificado por melhor tempo (Qualified) |   |                                      |
| Melhor marca do ano   | Melhor marca do ano (World leading)          | Recorde asiático      | Recorde asiático (Asian)              | DNS                        | Não largou (Did not start)                |   |                                      |
| Recorde nacional      | Recorde nacional (National record)           | Recorde europeu       | Recorde europeu (European)            | DNF                        | Não terminou (Did not finish)             |   |                                      |
| Recorde pessoal       | Recorde pessoal do atleta (Personal best)    | Recorde da Oceania    | Recorde da Oceania (Oceania)          | DSQ / DQ                   | Desclassificado (Disqualified)            |   |                                      |
| Recorde da temporada  | Recorde da temporada do atleta (Season best) | Recorde sul-americano | Recorde sul-americano (South America) | NM                         | Sem marca (No mark)                       |   |                                      |